# Saidi Ntibazonkiza
Saidi Ntibazonkiza (Bujumbura, 1º maggio 1987) è un calciatore burundese, attaccante del Simba.

## Carriera

### Club
Comincia a giocare in patria, al Vital'O. Nel 2006 si trasferisce nei Paesi Bassi, al N.E.C., in cui milita fino al 2010. Nel 2010 si trasferisce in Polonia, al KS Cracovia. Nell'agosto 2014 viene acquistato dai turchi dell'Akhisar Belediyespor. Il 20 gennaio 2015 viene ufficializzata la rescissione del contratto. Nell'estate 2015 viene ingaggiato dal Caen, squadra francese militante in Ligue 1, con cui firma un contratto annuale. Al termine della stagione rimane svincolato. Il 10 febbraio 2017 viene ingaggiato a parametro zero dal Qaýsar, club kazako militante in Qazаqstan Prem'er Ligasy.

### Nazionale
Debutta in Nazionale il 9 ottobre 2010, in Burundi-Costa d'Avorio. Segna la sua prima rete con la maglia della Nazionale il 5 giugno 2011, in Burundi-Ruanda. Segna la sua prima doppietta con la maglia della Nazionale il 25 marzo 2015, nell'amichevole Mauritius-Burundi, terminata 2-2.

## Statistiche

### Cronologia presenze e reti in nazionale
| Cronologia completa delle presenze e delle reti in nazionale ― Burundi | Cronologia completa delle presenze e delle reti in nazionale ― Burundi | Cronologia completa delle presenze e delle reti in nazionale ― Burundi | Cronologia completa delle presenze e delle reti in nazionale ― Burundi | Cronologia completa delle presenze e delle reti in nazionale ― Burundi | Cronologia completa delle presenze e delle reti in nazionale ― Burundi | Cronologia completa delle presenze e delle reti in nazionale ― Burundi | Cronologia completa delle presenze e delle reti in nazionale ― Burundi |
| Data                                                                   | Città                                                                  | In casa                                                                | Risultato                                                              | Ospiti                                                                 | Competizione                                                           | Reti                                                                   | Note                                                                   |
| ---------------------------------------------------------------------- | ---------------------------------------------------------------------- | ---------------------------------------------------------------------- | ---------------------------------------------------------------------- | ---------------------------------------------------------------------- | ---------------------------------------------------------------------- | ---------------------------------------------------------------------- | ---------------------------------------------------------------------- |
| 30-3-2021                                                              | Marrakech                                                              | Marocco                                                                | 1 – 0                                                                  | Burundi                                                                | Qual. Coppa d'Africa 2021                                              | -                                                                      | cap.                                                                   |
| 6-6-2024                                                               | Lilongwe                                                               | Kenya                                                                  | 1 – 1                                                                  | Burundi                                                                | Qual. Mondiali 2026                                                    | -                                                                      | 58’ 80’                                                                |
| Totale                                                                 |                                                                        | Presenze                                                               | 2                                                                      |                                                                        | Reti                                                                   | 0                                                                      |                                                                        |